# Ludzie Boga
Ludzie Boga (fr. Des hommes et des dieux) – francuski dramat oparty na faktach wyreżyserowany w 2010 roku przez Xaviera Beauvois. Film jest fabularyzowaną próbą rekonstrukcji wydarzeń poprzedzających uprowadzenie i zamordowanie 7 francuskich trapistów z klasztoru Tibhirine w Algierii w 1996 roku.
We Francji do końca 2010 r. film obejrzało ponad 3 miliony widzów. Przez kilka tygodni był to najpopularniejszy film kinowy w tym kraju. W polskich kinach Ludzi Boga obejrzało ponad 100 tysięcy widzów, a 30 września 2011 film ukazał się na DVD z audiodeskrypcją dla niewidzących i napisami dla niesłyszących.

## Obsada
- Lambert Wilson jako Christian, przeor
- Michael Lonsdale jako brat Luc
- Olivier Rabourdin	jako brat Christophe
- Philippe Laudenbach jako brat Célestin
- Jacques Herlin jako brat Amédée
- Loïc Pichon jako brat Jean-Pierre
- Xavier Maly jako brat Michel
- Jean-Marie Frin jako brat Paul
- Olivier Perrier jako brat Bruno
- Abdelhafid Metalsi jako Nouredine
- Sabrina Ouazani jako Rabbia
- Abdallah Moundy jako Omar
- Farid Larbi jako Alli Fayattia
- Adel Bencherif jako terrorysta

## Opis fabuły

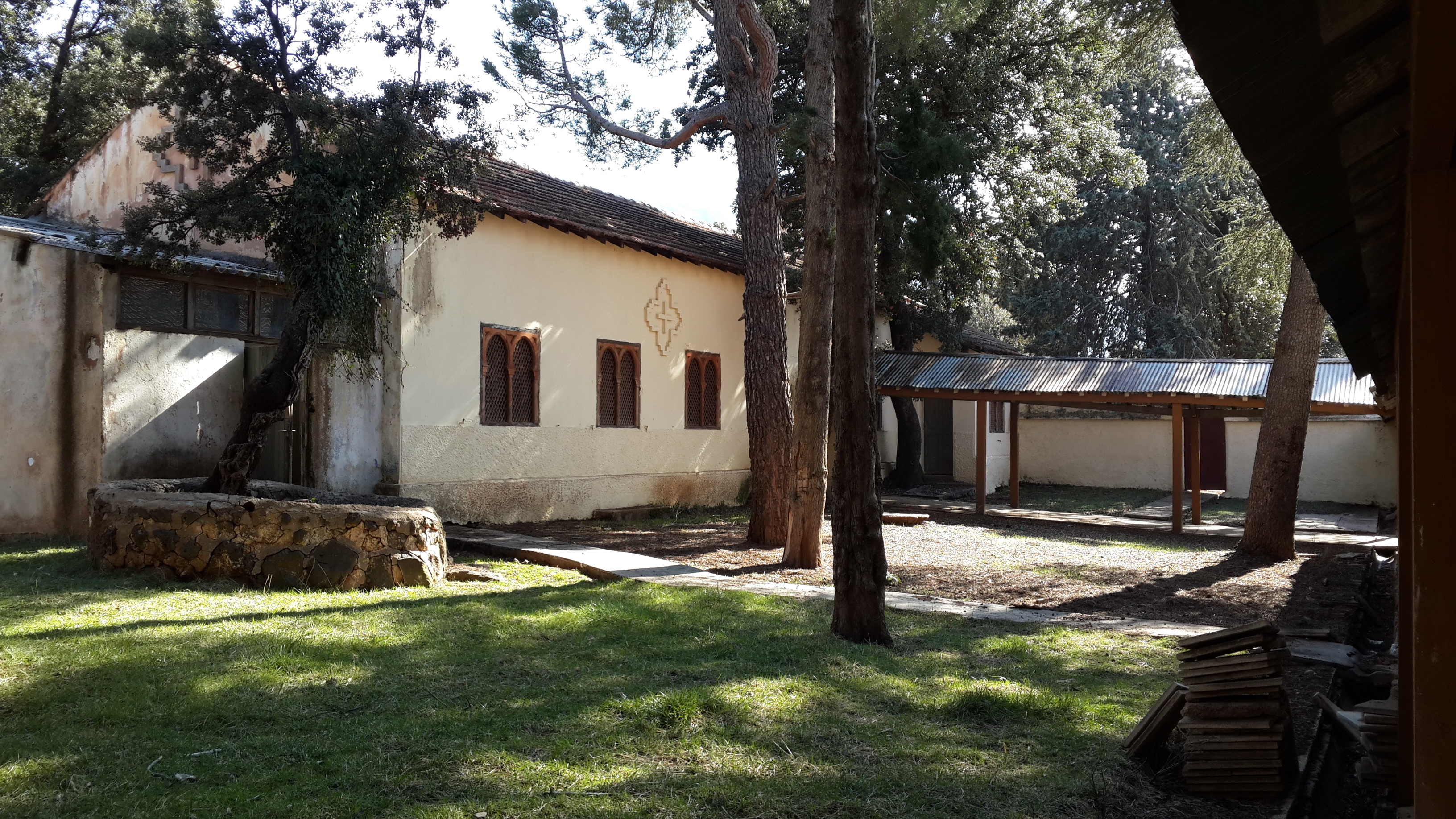
Tioumliline w Algierii, gdzie kręcono zdjęcia

Francuscy trapiści z klasztoru Notre-Dame de l'Atlas w Tibhirine koło Al-Madijja w północnej Algierii od pokoleń żyją w przyjaznej symbiozie z okolicznymi muzułmanami. Mnisi nie nawracają Algierczyków, ale im pomagają, np. prowadząc bezpłatną przychodnię lekarską. Zajmują się modlitwą, studiami porównawczymi islamu i chrześcijaństwa oraz uprawą ziemi (przy użyciu ciągnika Ursus 2812). Jednak podczas wojny domowej w latach 90. otrzymują pogróżki ze strony radykalnych zbrojnych grup islamskich. Po zabójstwach robotników cudzoziemskich, pracujących w okolicy, zakonnicy zastanawiają się, czy nie opuścić klasztoru.

## Odbiór

### Krytyka
Wśród recenzji filmu przeważały pozytywne, a nawet entuzjastyczne, co szło w parze z popularnością filmu we francuskich kinach od pierwszych tygodni po premierze, która odbyła się 8 września 2010.
Już w Cannes po projekcji oficjalnej film Ludzie Boga był oklaskiwany przez publiczność przez 10 minut.
Barbara Hollender pisała:
Pojawił się wczoraj na festiwalu obraz wyjątkowo mocny. W 1996 r. w algierskiej Thibrinie islamscy fundamentaliści wzięli jako zakładników, a następnie zabili, siedmiu francuskich zakonników. Xavier Beauvois opowiedział tę historię, ale nie zrobił filmu o gwałcie i śmierci. (...) Jestem pod wielkim wrażeniem tego skromnego, przejmującego filmu.
Magdalena Kempna-Pieniążek uważa, że Ludzie Boga wykraczają poza gatunkowo rozumiane kino religijne, zbliżając się do filmu dokumentalnego, a zarazem omijając pułapkę patosu występującego w filmach hagiograficznych.
Jean Sévillia, analizując przyczyny popularności filmu, zauważył, że wśród jego widzów są zarówno katolicy, jak i niewierzący. Tych pierwszych uderza zwłaszcza religijność głównych bohaterów, a drudzy podkreślają ich humanizm. Starszych widzów przyciąga dodatkowo tematyka Algierii jako byłego terytorium francuskiego. 

Publicystka „L’Express” wśród powodów wysokiej oglądalności Ludzi Boga wymienia nienachalną promocję wartości niematerialnych jak wierność, odwaga i braterstwo oraz pochwałę tolerancji, jakie odnajduje w tym filmie. 

Dziennik „La Croix” podkreśla, że film nie jest antyislamski, a wręcz pomaga w dialogu między chrześcijanami a muzułmanami, czego dowodem są pozytywne opinie muzułmanów, którzy obejrzeli Ludzi Boga.
W Polsce film pokazywano w lipcu 2010 w ramach Festiwalu Era Nowe Horyzonty pod roboczym tytułem O bogach i ludziach.
Po polskiej prapremierze filmu 12 grudnia 2010 roku, były ambasador Polski w Maroku Krzysztof Śliwiński, który osobiście znał zamordowanych trapistów, stwierdził, że film niezwykle wiernie oddaje atmosferę panującą w klasztorze trapistów u podnóża gór Atlas w algierskiej wiosce Tibhirine.
Polska premiera kinowa Ludzi Boga odbyła się 28 stycznia 2011. Po 10 dniach od premiery sprzedano na niego w polskich kinach 30 tysięcy biletów.

### Nagrody

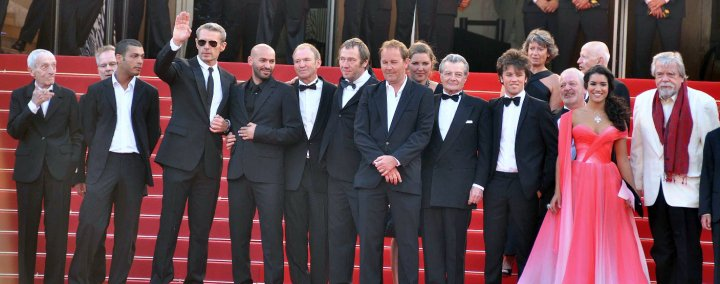
Ekipa filmu na Festiwalu w Cannes w 2010

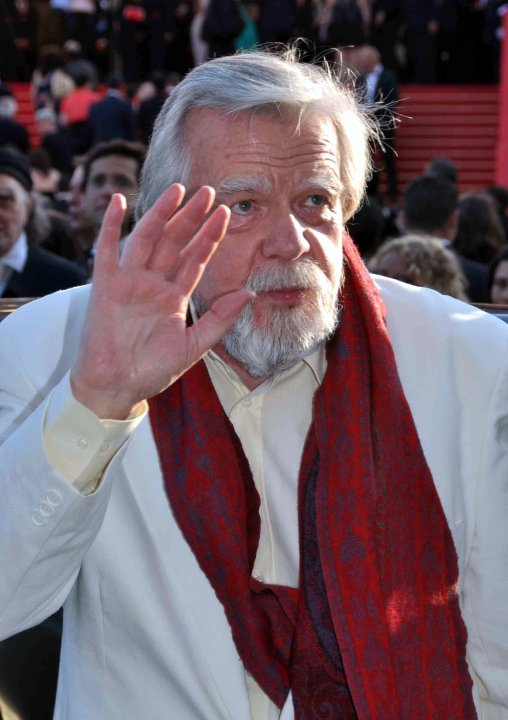
Michael Lonsdale nagrodzony Cezarem za drugoplanową rolę brata Luca

Na Festiwalu w Cannes w 2010 roku film był typowany do Złotej Palmy, jednak ostatecznie otrzymał drugą co do prestiżu nagrodę festiwalu: Grand Prix Jury oraz Nagrodę Jury Ekumenicznego i Prix de l'Éducation nationale.
Obraz Ludzie Boga Francuzi wybrali jako swojego reprezentanta jako film nieangielskojęzyczny do Oscarów w 2011 roku. Film jednak nie został nominowany.
4 lutego 2011 europejski oddział Międzynarodowej Organizacji Mediów Katolickich SIGNIS uznał Ludzi Boga za Najlepszy film europejski 2010 roku.
25 lutego 2011 roku dzieło Xaviera Beauvois zostało uhonorowane Cezarem za najlepszy film (César du meilleur film) oraz za najlepsze zdjęcia autorstwa Caroline Champetier. Oprócz tego Michael Lonsdale otrzymał Cezara za najlepszą męską rolę drugoplanową.